# Auchmis petroriza
Auchmis petroriza är en fjärilsart som beskrevs av Moritz Balthasar Borkhausen 1792. Auchmis petroriza ingår i släktet Auchmis och familjen nattflyn. Inga underarter finns listade i Catalogue of Life.